# آنا كارامانلي
آنا كارامانلي (باليونانية: Άννα Καραμανλή، ولدت في 10 مايو 1968) سياسية يونانية وصحافية رياضية ورياضية سابقة.

## حياتها

### مسيرتها الرياضية والصحافية
كانت كارامانلي رياضية في سباقات المضمار والميدان في نادي أريس ثيسالونيكي، متخصصةً في الوثب الطويل وعضوةً في المجموعة الوطنية لسباقات المضمار والميدان. حَقَقَت تميزاً في بطولة البلقان لألعاب القوى في 1985 واحتلت المركز الأول في بطولة النساء الهيلينيات لألعاب القوى في نفس العام. كما شاركت في ألعاب البحر المتوسط والألعاب الأوروبية، لكنها اعتزلت من ألعاب القوى بعد ولادة طفلها الأول.
خلال مسيرتها الرياضية، حصلت كارامانلي على شهادة في التربية البدنية وعلوم الرياضة من جامعة أرسطو في سالونيك ودرست الصحافة في مدرسة «بونا». وفي 1991 أصبحت صحافية رياضية في هيئة البث اليونانية، حيث قدمت «وقت ما في الإستاد» (Στο Στάδιο Κάποτε) على قناة هيئة البث الثالثة. من 1994 إلى 2009، كانت كارامانلي رئيسة تحرير نشرة أخبار هيئة البث الرياضية ومقدمة نشرة الأخبار الرئيسية من 1995 حتى 2012. كانت أيضًا أول امرأة تقدم برنامج الحديقة الرياضية من 2001 إلى 2009.

### مسيرتها السياسية
دخلت كارامانلي معترك السياسة في 2006 كنائبة عن حزب الديمقراطية الجديدة وعملت في البداية كمستشار للمقاطعة من 2006 إلى 2010، عندما لُغيّت المحافظات اليونانية، ثم نائب المستشار الإقليمي لغرب أتيكا. وكانت عضوة في اللجنة السياسية للديمقراطية الجديدة في 2007. وانتُخبّت لعضوية البرلمان اليوناني في انتخابات مايو 2012 كممثلة عن أثينا بي واحتفظت بهذا المقعد في انتخابات يونيو 2012 ويناير 2015 وسبتمبر 2015. بعد تقسيم دائرتها الانتخابية، انتُخبّت كممثلة لدائرة أثينا سي في الانتخابات التشريعية اليونانية في 2019.
في سبتمبر 2014، جَذَبَت كارامانلي اهتمام وسائل الإعلام بسبب خطاب ألقته في البرلمان أخبرت فيه وزير المالية جيكاس هاردوفيليس، عضو حكومتها، أن «يذهب إلى الجحيم».

## حياتها الشخصية
تزوجت كارامانلي من لاعب كرة السلة اليوناني المحترف ميخاليس رومانيديس، التي التقت بها في الثمانينيات عندما كانا عضوين في أريس ثيسالونيكي. ولديهما طفلان، ستراتيس (مواليد 1991) وإليزابيت (مواليد 2001). وهي ليست لها صلة قرابة برئيس الوزراء اليوناني السابق كوستاس كارامانليس.
اعتباراً من 2014، كانت كارامانلي تسعى للحصول على درجة الدكتوراه في جامعة البيلوبونيز بأطروحة حول «دور وسائل الإعلام في مكافحة العنف».